# Radical 58
El radical 58, representado por el carácter Han 彐, es uno de los 214 radicales del diccionario de Kangxi. En mandarín estándar es llamado　彐部　(jì bù, «radical “hocico de cerdo”»), en japonés es llamado 彐部, けいぶ　(keibu), y en coreano 계 (gye). En los textos occidentales es llamado «radical “hocico de cerdo”». Este radical puede aparecer en la forma 彐 (como en 彗) o en la variante 彑, como en 彔.

## Nombres populares
- Mandarín estándar: 雪字底, xuě zì dǐ, «parte inferior de “nieve” (雪)»; 尋字頭, xún zì tóu, «parte superior de “buscar” (尋)».
- Coreano: 튼가로왈부, teun galo walbu «Radical 73 (曰) abierto».
- Japonés:　彐頭, 彑頭　（けいがしら）, keigashira, «cabeza de cerdo».
- En occidente: radical «hocico de cerdo».

## Galería
| Estilos antiguos                                 | Estilos antiguos                  | Estilos antiguos                        | Estilos antiguos                   | Estilos antiguos                   | Estilos empleados actualmente       | Estilos empleados actualmente  | Estilos empleados actualmente    | Estilos empleados actualmente   | Estilos empleados actualmente  |
|                                                  |                                   |                                         |                                    |                                    |                                     | 彐                             |                                  |                                 |                                |
| 甲骨文 jiǎgǔwén (escritura de huesos oraculares) | 金文 jīnwén (escritura de bronce) | 简帛 jiǎnbó (escritura de bambú y seda) | 篆文 zhuànwén (escritura de sello) | 篆文 zhuànwén (escritura de sello) | 隸書 lìshū (estilo de los escribas) | 楷書 kǎishū (estilo regular)   | 楷書 kǎishū (estilo regular)     | 行書 xǐngshū (estilo corriente) | 草書 cǎoshū (estilo de hierba) |
| 甲骨文 jiǎgǔwén (escritura de huesos oraculares) | 金文 jīnwén (escritura de bronce) | 简帛 jiǎnbó (escritura de bambú y seda) | 大篆 dàzhuàn (sello grande)        | 小篆 xiǎozhuàn (sello pequeño)     | 隸書 lìshū (estilo de los escribas) | 繁體／繁体 fántǐ (tradicional) | 简体／簡體 jiǎntǐ (simplificado) | 行書 xǐngshū (estilo corriente) | 草書 cǎoshū (estilo de hierba) |

## Caracteres con el radical 58
| trazos | carácter |
| ------ | -------- |
| + 0    | 彐 彑    |
| + 2    | 归       |
| + 5    | 彔 录    |
| + 6    | 彖       |
| + 8    | 彗       |
| + 9    | 彘       |
| + 10   | 彙 彚    |
| + 13   | 彛 彜    |
| + 15   | 彝 彞    |
| + 19   | 彟       |
| + 23   | 彠       |